# Чуликов, Ибрагим Мяхтиевич
Ибраги́м Мяхти́евич Чулико́в (чечен. Ма́ьхьти-воӀ Ибра́хӀим, пол. Ibrahim Czulik; род. 22 марта 1891, Урус-Мартан, Российская империя — 1986, Сиэтл, штат Вашингтон, США) — чеченский политик, военный и журналист. Председатель Чеченского национального совета с января 1918 по 1920 год. После Революции в России эмигрировал в Европу и занимался антисоветской деятельностью. Во время Второй мировой войны — активный участник боевых действий против немецких войск в составе повстанческих отрядов Италии.

## Биография

### Ранние годы и происхождение
Ибрагим Чуликов родился 15 марта 1891 года в селении Урус-Мартан. Сын Мяхти Чуликова, чей прапрадед Чулик Гендаргеноев был одним из двух наиболее авторитетных людей в Чечне конца XVIII — начала XIX веков. В юности Ибрагим получил юридическое образование. В 1910-х годах проходил службу в Российской Императорской Армии. Дослужился до звания полковника.
- Сайка
  - Исмайла
    - Дуда (1802—1886)
    - Элжа

  - Чулик (1780—1829)
    - Сулейман Чуликов
      -  Улубий Чуликов
        -  Юсуп Чуликов
          - Али Чуликов (1900—1962)
            - Махмут Чуликов

      - Абдул-Кадыр Чуликов (ум. 1917)
        - Али Чуликов
        - Алауди Чуликов
        - Махма Чуликов
          - Мяхти Чуликов
            -  Ибрагим Чуликов (1891—1986)
            -  Махмуд Чуликов (ум. 1937)
              - Магомед Чуликов

          - Сайд-Магомед Чуликов

  - Нойрби
  - Меза

### Политическая карьера
В марте 1917 года был назначен членом Чеченского народного исполкома. Спустя два месяца стал кандидатом в члены комитета по обустройству Терской области. С июня 1917 года — член делегации областного исполкома по организации новых выборов в Чечне. В ноябре того же года был выдвинут в кандидаты в члены Учредительного собрания России от Чечни и Ингушетии. Председатель Чеченского национального совета с января 1918 года. С января по апрель 1919 года был заместителем председателя Парламента Горской Республики.

### Участие в гражданской войне

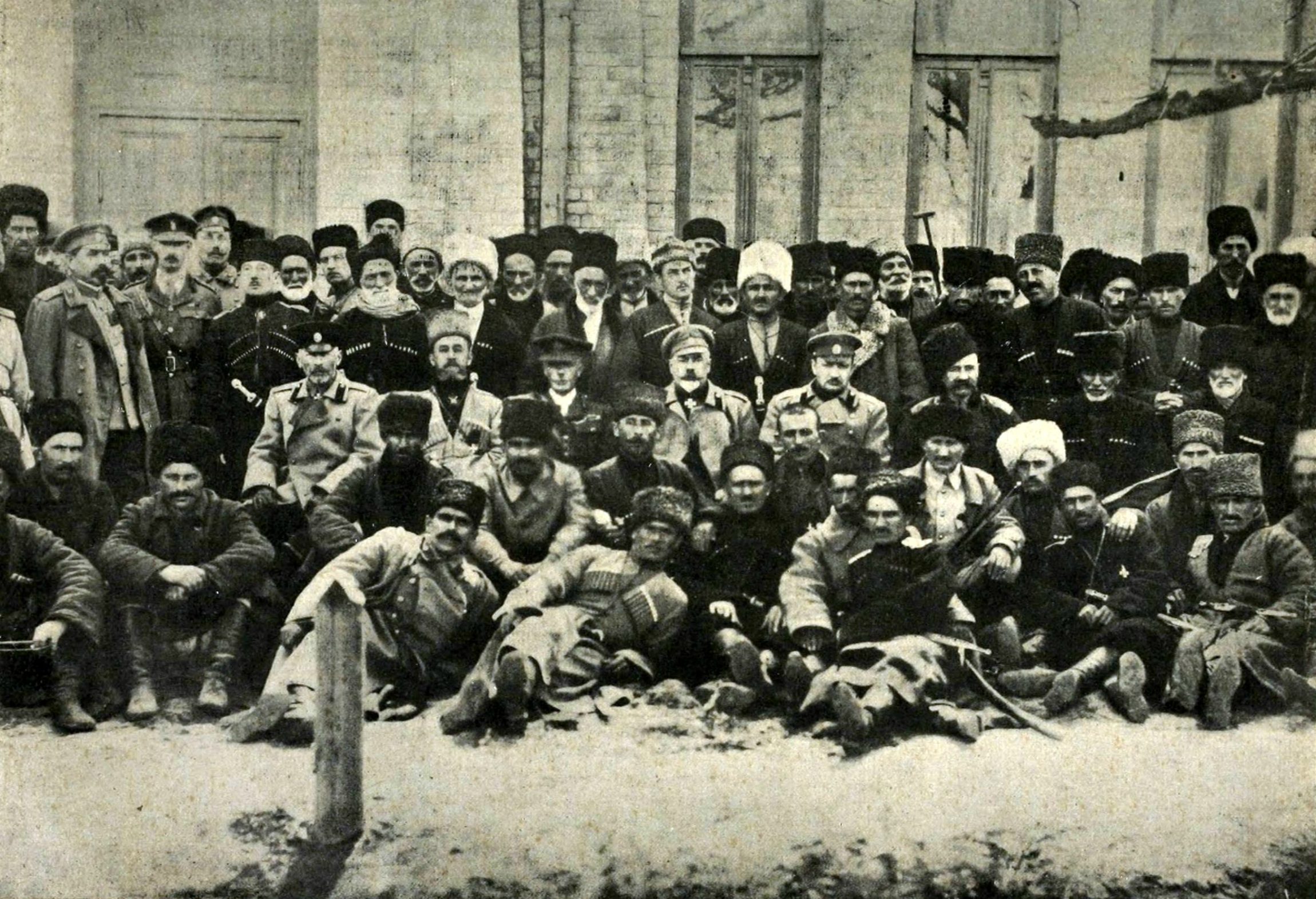
Ибрагим Чуликов и другие чеченцы с Антоном Деникиным во время его прибывания в Чечне

24 сентября 1919 года под руководством Ибрагима Чуликова в Грозном прошло собрание представителей крупнейших чеченский обществ, на котором было объявлено о создании «Союза спасении Чечни». Председателем союза был избран Чуликов.
В начале октября Союзом спасении Чечни было объявлено о начале военной Операции «по очищению Чечни от большевиков и Узун-Хаджи». 3 октября отряды Чуликова заняли Урус-Мартан. Оттуда они двинулись к селениям Старые и Новые Атаги и заняли их после непродолжительного боя. 7 октября Узун-Хаджи направил своим отрядам, находившимся в селениях Дуба-Юрт и Воздвиженском, подкрепление в количестве 500 человек. Зная, что они уступают противнику по численности, Чуликов выдвинул требования к жителям селений Гойты, Старые и Новые Атаги выставить в его распоряжение 650 всадников. Когда подкрепление прибыло, Чуликов повел свои отряды на Воздвиженскую и после короткого боя занял селение, потеряв при этом 11 человек. Оттуда Чуликов последовал далее за отступающим противником и захватил Дуба-Юрт, выбив оттуда Узун-Хаджи. Затем, значительно усилив свой отряд, двинулся для занятия столицы Чечни.
17 октября отряд Чуликова совершил обходное движение большевистских группировок, находившихся в районе Воздвиженской. По горным тропинкам войска Чуликова вышли между аулами Чишки и Лаха-Варанды в тыл группе Николая Гикало и заняли позицию у горы Коло-Корт. После этого Гикало со своим отрядом оставил Воздвиженскую и засел в Шаро Аргунским ущелье.
18 октября было направлено ультимативное требование к жителям Шали изгнать своими силами отряды Узун-Хаджи, действовавших в этом районе, и предоставить всадников в распоряжение Чуликова. На следующий день 150 всадников прибыли в отряд Чуликова, несмотря на угрозы Узун-Хаджи. Когда до начало штурма Шали оставалось несколько часов, поступила информация, что Узун-Хаджи оттуда изгнан. После занятия Шали, 20 октября Чуликов направил телеграммы Главнокомандующему армии Северного Кавказа генералу Эрдели и командующему войсками южного района генералу Драценко по поводу освобождения села. В ответных телеграммах Антон Деникин и Иван Эрдели благодарили Чуликова за деятельность, направленную против незаконных вооружеёных формирований на территории Чечни.
По итогам завершившейся операции вся плоскостная Чечня была освобождена от большевиков и группировок Узун-Хаджи. Жители расположенных между Шатоем и Ведено горных сёл прислали к Чуликову своих представителей, которые дали ему обязательство не допускать в свои аулы узун-хаджинцев и большевиков. Утверждалось, что Узун-Хаджи объявил награду в десять тысяч рублей тому, кто доставит ему живым или мёртвым Ибрагима Чуликова.

### Эмиграция

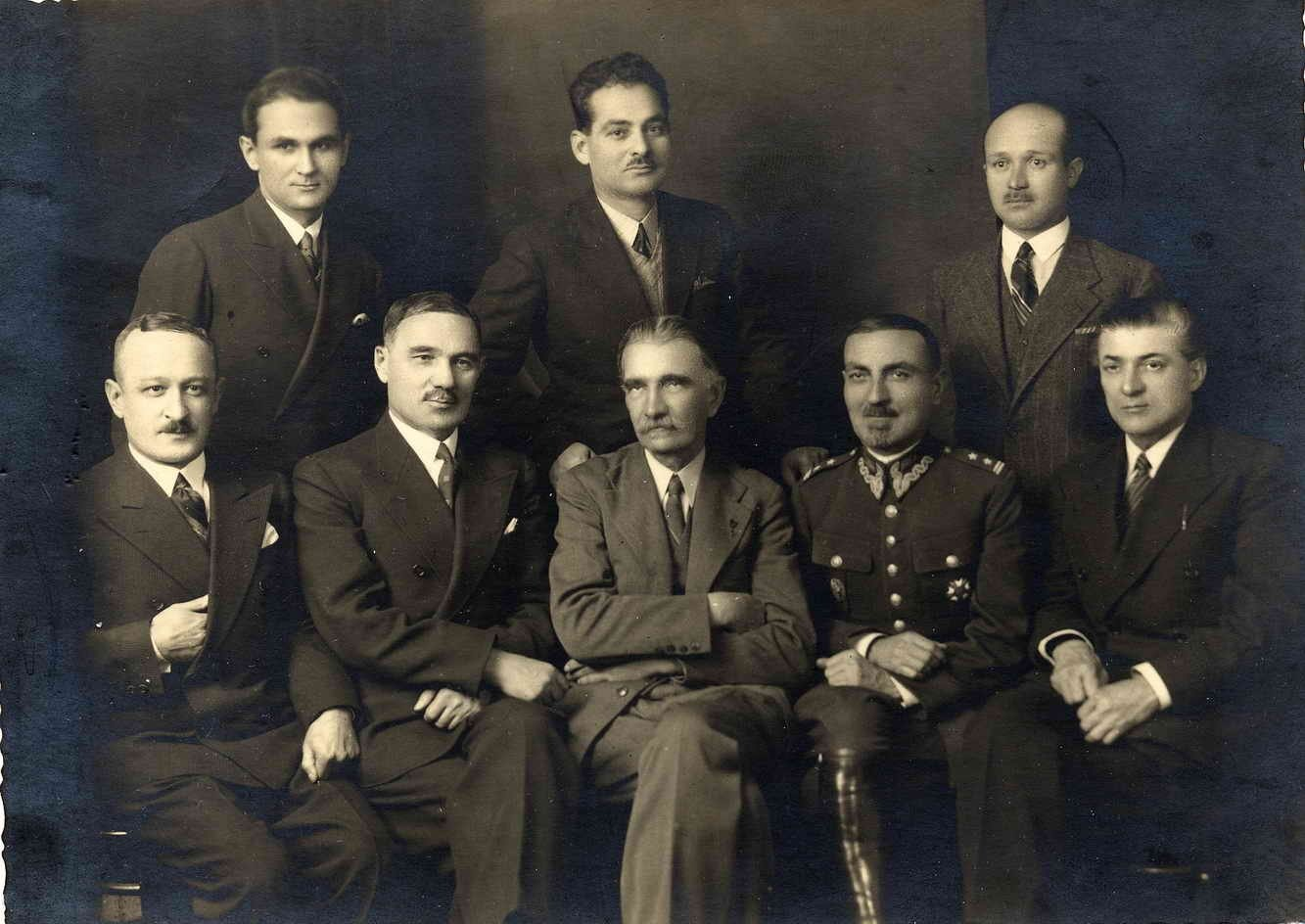
Члены Народной партии горцев Кавказа в Варшаве, 1933 г.
Стоят (слева): Бало Билатти, Барасби Байтуган, Ахмет Жанбек Хавжоко
Сидят (слева): Магомет Чукуа, Магомет-Гирей Сунш, польский сенатор Станислав Седлецкий, полковник Багауддин Хурш, Ибрагим Чулик

После прихода к власти большевиков избежать ссылки Чуликову помог избранный председателем ЦИКа Горской АССР Таштамир Эльдарханов. При его помощи Чуликов устроился на работу на большевиков. Вскоре Чуликов убедил их направить его заграницу, чтобы переубедить отказаться от антисоветской деятельности эмигрировавших в Европу кавказских горцев. Как только он оказался в Праге, сделал публичное заявление, что ОГПУ послала его в качестве шпиона большевиков.
Правительство Чехословакии пыталось привлечь на свою сторону значительную часть российской эмиграции. Для переселенцев были организованы образовательные проекты. Там Ибрагим Чуликов получил второе высшее образование. Перебравшись в конце 1920-х годов в Варшаву, Чуликов запросил польское гражданство. После получения польского паспорта 11 декабря 1930 года, он начал активную антисоветскую деятельность в Европе, став редактором журнала Прометей. За это был объявлен врагом Советского государства. В марте 1931 года Ибрагим Чуликов был направлен в Париж для налаживания работы в офисе парижского «Прометея». Там он установил тесные связи с Абдул-Меджидом Чермоевым, и вместе с ним организовал «Союз горцев Северного Кавказа владетелей нефтяных промыслов». В этой организации Чуликов занял должность секретаря.

### Вторая мировая война
После оккупации Франции Германией стал ярым противником сотрудничества с немцами. 19 ноября 1941 года был арестован гестапо и выслан в концлагерь для обязательных работ в Германии. Спустя три года Чуликов совершил побег из лагеря, перебрался на север Италии и вступил в ряды итальянского движения сопротивления. Там вместе с итальянцами он воевал до окончания войны.
К тому времени большинство горских эмигрантов разделились на разные политические организации и занимались клеветой друг на друга. Это послужило поводом прекращения Ибрагимом Чуликовым политической деятельности.

### Смерть
В 1948 году Чуликов перебрался на постоянное место жительство в США. Умер в 1986 году в городе Сиэтл штата Вашингтон.